# Winawertegengambiet
Het Winawertegengambiet is in de opening van een schaakpartij een variant binnen het geweigerd damegambiet met de beginzetten: 1.d4 d5 2.c4 c6 3.Pc3 e5 
Eco-code D 10. Dit gambiet is in 1901 voor het eerst gespeeld.